# Liste der Bodendenkmale in Buchholz (Aller)
In der Liste der Bodendenkmale in Buchholz sind alle Bodendenkmale der niedersächsischen Gemeinde Buchholz (Aller) aufgelistet. Die Quelle ist der Denkmalatlas Niedersachsen. 
Der Stand der Liste ist der 18. November 2024.
Allgemein

Buchholz im Heidekreis

In den Spalten finden sich folgende Informationen des Bodendenkmales:
Lagegeographische Koordinaten
BezeichnungBezeichnung lt. Denkmalatlas
BeschreibungBeschreibung lt. Denkmalatlas
IDObjekt-ID
BildBild, ggf. zusätzlich mit Link zu weiteren Fotos im Medienarchiv Wikimedia Commons.

## Marklendorf
| Lage                        | Bezeichnung               | Beschreibung | ID       | Bild |
| --------------------------- | ------------------------- | --- | -------- | ---- |
| 52° 40′ 0″ N, 9° 44′ 15″ O  | Marklendorf 24, Grabhügel | Durchmesser ca. 21 m und Höhe ca. 1,3 m, mit abgesetztem Rand und einer zentralen großen Eingrabung.                    | 34825402 | BW   |
| 52° 39′ 58″ N, 9° 44′ 14″ O | Marklendorf 25, Grabhügel | Durchmesser ca. 20 m und Höhe ca. 1,3 m, mit abgesetztem Rand.                                                          | 34825479 | BW   |
| 52° 39′ 59″ N, 9° 44′ 17″ O | Marklendorf 26, Grabhügel | Durchmesser ca. 15 m und Höhe ca. 1 m, mit abgesetztem Rand.                                                            | 34825480 | BW   |
| 52° 39′ 37″ N, 9° 44′ 1″ O  | Marklendorf 50, Grabhügel | Durchmesser ca. 20 m und Höhe ca. 0,8 m, annähernd rund mit abgeflachter Kuppe. Im östlichen Bereich etwas eingesunken. | 34825736 | BW   |

### Marklendorf 2
- ID:34824761
- Ehemals 25 Grabhügel, davon zwei zerstört. Erhalten sind 12 größere Hügel, mit 12 – 22 m Durchmesser und 1 – 1,7 m Höhe sowie elf flachere Hügel mit 7 – 18 m Durchmesser und 0,3 – 0,7 m Höhe.

| Lage                        | Bezeichnung    | Beschreibung | ID       | Bild |
| --------------------------- | -------------- | --- | -------- | ---- |
| 52° 39′ 48″ N, 9° 43′ 38″ O | Marklendorf 2  | Durch anpflügen des Westrandes oval, Fläche 18 × 16 m und Höhe 1,1 m.                                                                                                 | 34824882 | BW   |
| 52° 39′ 47″ N, 9° 43′ 39″ O | Marklendorf 3  | Durchmesser ca. 15 m und Höhe ca. 1,1 m, mit abgesetztem Nordrand. Ostrand grenzt an Holzweg.                                                                         | 34824883 | BW   |
| 52° 39′ 45″ N, 9° 43′ 41″ O | Marklendorf 5  | Durchmesser ca. 19 m und Höhe ca. 1,1 m, mit abgesetztem Rand. | 34824946 | BW   |
| 52° 39′ 46″ N, 9° 43′ 43″ O | Marklendorf 6  | Durchmesser ca. 15 m und Höhe ca. 0,7 m. | 34824947 | BW   |
| 52° 39′ 44″ N, 9° 43′ 43″ O | Marklendorf 7  | Durchmesser ca. 10 m und Höhe ca. 0,3 m, mit einer zentralen Eingrabung.                                                                                              | 34824948 | BW   |
| 52° 39′ 45″ N, 9° 43′ 44″ O | Marklendorf 8  | Durchmesser ca. 15 m und Höhe ca. 0,7 m, mit schwach abgesetztem Rand.                                                                                                | 34825051 | BW   |
| 52° 39′ 45″ N, 9° 43′ 45″ O | Marklendorf 9  | Durchmesser ca. 20 m und Höhe ca. 1,7 m, mit deutlich abgesetztem Rand und einer alten Eingrabung an der Nordhälfte.                                                  | 34825052 | BW   |
| 52° 39′ 42″ N, 9° 43′ 48″ O | Marklendorf 10 | Durchmesser ca. 11 m und Höhe ca. 0,4 m, mit fließend auslaufenden Rändern.                                                                                           | 34825053 | BW   |
| 52° 39′ 43″ N, 9° 43′ 51″ O | Marklendorf 11 | Durchmesser ca. 19 m und Höhe ca. 1,2 m. | 34825113 | BW   |
| 52° 39′ 44″ N, 9° 43′ 51″ O | Marklendorf 12 | Durchmesser ca. 21 m und Höhe ca. 1,6 m, mit einer Eingrabung im Nordwestbereich.                                                                                     | 34825114 | BW   |
| 52° 39′ 46″ N, 9° 43′ 47″ O | Marklendorf 13 | Durchmesser ca. 15 m und Höhe ca. 1,1 m, nur das südliche Drittel erhalten.                                                                                           | 34825115 | BW   |
| 52° 39′ 46″ N, 9° 43′ 49″ O | Marklendorf 14 | Durchmesser ca. 19 m und Höhe ca. 1,3 m, am Nordrand durch Waldweg begrenzt.                                                                                          | 34825225 | BW   |
| 52° 39′ 46″ N, 9° 43′ 51″ O | Marklendorf 15 | Durchmesser ca. 21 m und Höhe ca. 1,6 m. | 34825226 | BW   |
| 52° 39′ 45″ N, 9° 43′ 54″ O | Marklendorf 16 | Durchmesser ca. 19 m und Höhe ca. 1,4 m. | 34825227 | BW   |
| 52° 39′ 46″ N, 9° 43′ 53″ O | Marklendorf 17 | Durchmesser ca. 15 m und Höhe ca. 0,6 m. Durch südlichen Randbereich verläuft ein ca. 0,5 m tiefer Graben.                                                            | 34825238 | BW   |
| 52° 39′ 47″ N, 9° 43′ 54″ O | Marklendorf 18 | Durchmesser ca. 18 m und Höhe ca. 1 m, mit abgesetztem Rand, im nördlichen Bereich durch Überpflügen abgeflacht. Nordwestlicher Randbereich durch Eingrabung gestört. | 34825239 | BW   |
| 52° 39′ 47″ N, 9° 43′ 52″ O | Marklendorf 19 | Durchmesser ca. 13 m und Höhe ca. 0,7 m, mit abgetragener Nordhälfte.                                                                                                 | 34825240 | BW   |
| 52° 39′ 48″ N, 9° 43′ 51″ O | Marklendorf 20 | Durchmesser ca. 23 m und Höhe ca. 1,4 m, mit abgesetztem Rand. | 34825342 | BW   |
| 52° 39′ 48″ N, 9° 43′ 53″ O | Marklendorf 21 | Durchmesser ca. 16 m und Höhe ca. 0,4 m, mit flach auslaufenden Rändern.                                                                                              | 34825343 | BW   |
| 52° 39′ 50″ N, 9° 43′ 55″ O | Marklendorf 22 | Durchmesser ca. 20 m und Höhe ca. 0,7 m, mit sanft auslaufendem Rand.                                                                                                 | 34825344 | BW   |
| 52° 39′ 43″ N, 9° 43′ 40″ O | Marklendorf 37 | Durchmesser ca. 11 m und Höhe ca. 0,4 m. | 34826009 | BW   |
| 52° 39′ 43″ N, 9° 43′ 43″ O | Marklendorf 42 | Durchmesser ca. 12 m und Höhe ca. 0,4 m, mit einer Eingrabung im nördlichen Bereich.                                                                                  | 34826038 | BW   |
| 52° 39′ 42″ N, 9° 43′ 54″ O | Marklendorf 44 | Durchmesser ca. 15 m und Höhe ca. 0,5 m, annähernd rund. | 34826079 | BW   |